# كينيون جونز (كرة سلة)
كينيون جونز (بالإنجليزية: Kenyon Jones)‏ مواليد 12 أكتوبر 1977، كان لاعب كرة سلة أمريكي. بدأ مسيرته الاحترافية في سنة 2000. بلغ طوله 6 قدم 10 بوصة (2.1 م). اعتزل اللعب في 2005.

## المسيرة الاحترافية
لعب مع إس تي بي لو هافر في الدوري الفرنسي في موسم 2000–2001، ثم لعب مع نادي بانيونيس لكرة السلة في موسم 2001–2002، ثم لعب مع نادي باناثينايكوس لكرة السلة في سنة 2003، ثم لعب مع نادي دينامو موسكو لكرة السلة في موسم 2003–2004، ثم لعب مع ماروسي في موسم 2004–2005.

## روابط خارجية
- كينيون جونز على موقع الدوري الأوروبي لكرة السلة (الإنجليزية)
- كينيون جونز على موقع كلية كرة السلة في سبورتس رفرنس.كوم (الإنجليزية)
- كينيون جونز على موقع ريلجم (الإنجليزية)
- كينيون جونز على موقع بروبوليرز (الإنجليزية)